# 15-hidroksiprostaglandin-D dehidrogenaza (NADP+)
15-hidroksiprostaglandin- dehidrogenaza (+) (EC 1.1.1.196, prostaglandin-D 15-dehidrogenaza (+), dehidrogenaza, prostaglandin D2, NADP+- dehidrogenaza, dehidrogenaza, 15-hidroksiprostaglandin (nikotinamid adenin dinukleotid fosfat), 15-hidroksi PGD2 dehidrogenaza, +-zavisna 15-hidroksiprostaglandin dehidrogenaza, prostaglandin D2 dehidrogenaza, +-vezana 15-hidroksiprostaglandin dehidrogenaza, +-specifična 15-hidroksiprostaglandin dehidrogenaza, +-vezana prostaglandin D2 dehidrogenaza) je enzim sa sistematskim imenom (5Z,13E)-(15S)-9alfa,15-dihidroksi-11-oksoprosta-5,13-dienoat:NADP+ 15-oksidoreduktaza. Ovaj enzim katalizuje sledeću hemijsku reakciju
()-9alfa,15-dihidroksi-11-oksoprosta-5,13-dienoat + + {\displaystyle \rightleftharpoons } (5Z,13E)-9alfa-hidroksi-11,15-dioksoprosta-5,13-dienoat + +
Ovaj enzim je specifičan za prostaglandine D (cf. EC 1.1.1.141 15-hidroksiprostaglandin dehidrogenaza (+) i EC 1.1.1.197 15-hidroksiprostaglandin dehidrogenaza (+)].

## Literatura
- Nicholas C. Price; Lewis Stevens (1999). Fundamentals of Enzymology: The Cell and Molecular Biology of Catalytic Proteins (Third изд.). USA: Oxford University Press. ISBN 019850229X.
- Eric J. Toone (2006). Advances in Enzymology and Related Areas of Molecular Biology, Protein Evolution (Volume 75 изд.). Wiley-Interscience. ISBN 0471205036.
- Branden C; Tooze J. Introduction to Protein Structure. New York, NY: Garland Publishing. ISBN 0-8153-2305-0.
- Irwin H. Segel. Enzyme Kinetics: Behavior and Analysis of Rapid Equilibrium and Steady-State Enzyme Systems (Book 44 изд.). Wiley Classics Library. ISBN 0471303097.

## Spoljašnje veze
- 15-hydroxyprostaglandin-D+dehydrogenase+(NADP+) на 